# Taschorema apobamum
Taschorema apobamum là một loài Trichoptera trong họ Hydrobiosidae. Chúng phân bố ở miền Australasia.